# Академическая гребля на летних Олимпийских играх 2016 — четвёрки парные (мужчины)
Соревнования по академической гребле среди четвёрок парных у мужчин на летних Олимпийских играх 2016 года пройдут с 6 по 10 августа в лагуне Родригу-ди-Фрейташ. В соревнованиях примут участие 40 спортсменов из 10-ти стран. Действующими олимпийскими чемпионами в данной дисциплине являются гребцы Германии.

## Призёры
| Золото                                                          | Серебро                                                                                    | Бронза                                                              |
| Германия · Филипп Венде · Лауриц Шоф · Карл Шульце · Ханс Груне | Австралия · Карстен Форстерлинг · Александр Белоногофф · Камерон Гердлстон · Джеймс Макрей | Эстония · Андрей Ямся · Аллар Рая · Тыну Эндрексон · Каспар Таймсоо |

## Рекорды
До начала летних Олимпийских игр 2016 года мировой и олимпийский рекорды были следующими:
| Мировой рекорд     | Украина   | 05:32,260 | Амстердам | 30 августа 2014 |
| Олимпийский рекорд | Австралия | 05:36,200 | Пекин     | 10 августа 2008 |

## Расписание
Время местное (UTC−3)
| Дата       | Время       | Раунд                  |
| ---------- | ----------- | ---------------------- |
| 6 августа  | 12:50–13:10 | Предварительные заезды |
| 8 августа  | 10:00       | Отборочный заезд       |
| 10 августа | 10:10       | Финал B                |
| 10 августа | 10:20       | Финал A                |

## Соревнование

### Предварительный этап
Первые два экипажа из каждого заезда напрямую проходят в финал соревнований. Все остальные спортсмены попадают в отборочный заезд, где будут разыграны ещё две путёвки в следующий раунд.

#### Заезд 1
| Место | Спортсмены                                                   | Страна         | Время   | Отставание | Примечания |
| ----- | ------------------------------------------------------------ | -------------- | ------- | ---------- | ---------- |
| 1     | Андрей Ямся Аллар Рая Тыну Эндрексон Каспар Таймсоо          | Эстония        | 5:51,71 | +0,00      | FA         |
| 2     | Дмитрий Михай Артём Морозов Александр Надтока Иван Довгодько | Украина        | 5:52,90 | +1,19      | FA         |
| 3     | Филипп Венде Лауриц Шоф Карл Шульце Ханс Груне               | Германия       | 5:53,63 | +1,92      | R          |
| 4     | Нейтан Флэннери Джон Стори Джордж Бриджуотер Джейд Уру       | Новая Зеландия | 5:59,13 | +7,42      | R          |
| 5     | Жюльен Баэн Роберт Гибсон Уильям Дин Паскаль Люссье          | Канада         | 6:34,55 | +42,84     | R          |

#### Заезд 2
| Место | Спортсмены                                                                | Страна         | Время   | Отставание | Примечания |
| ----- | ------------------------------------------------------------------------- | -------------- | ------- | ---------- | ---------- |
| 1     | Карстен Форстерлинг Александр Белоногофф Камерон Гердлстон Джеймс Макрей  | Австралия      | 5:50,98 | +0,00      | FA         |
| 2     | Матеуш Бискуп Виктор Хабель Дариуш Радош Мирослав Зентарский              | Польша         | 5:51,28 | +0,30      | FA         |
| 3     | Нико Штальберг Огастен Меллефер Роман Рёсли Барнабе Деларз                | Швейцария      | 5:51,52 | +0,54      | R          |
| 4     | Джек Бомонт Сэм Таунсенд Ангус Грум Питер Ламберт                         | Великобритания | 5:52,77 | +1,79      | R          |
| 5     | Довидас Немеравичюс Мартинас Джяугис Доминикас Янчёнис Ауримас Адомавичюс | Литва          | 5:58,70 | +7,72      | R          |

### Отборочный этап
Первые два экипажа проходили в финал A соревнований. Все остальные гребцы попадали в финал B, где разыгрывали места с 7-го по 10-е.
| Место | Спортсмены                                                                | Страна         | Время   | Отставание | Примечания |
| ----- | ------------------------------------------------------------------------- | -------------- | ------- | ---------- | ---------- |
| 1     | Филипп Венде Лауриц Шоф Карл Шульце Ханс Груне                            | Германия       | 5:51,43 | +0,00      | FA         |
| 2     | Джек Бомонт Сэм Таунсенд Ангус Грум Питер Ламберт                         | Великобритания | 5:53,10 | +1,67      | FA         |
| 3     | Довидас Немеравичюс Мартинас Джяугис Доминикас Янчёнис Ауримас Адомавичюс | Литва          | 5:55,78 | +4,35      | FB         |
| 4     | Нико Штальберг Огастен Меллефер Роман Рёсли Барнабе Деларз                | Швейцария      | 5:56,13 | +4,70      | FB         |
| 5     | Жюльен Баэн Роберт Гибсон Уильям Дин Паскаль Люссье                       | Канада         | 5:56,28 | +4,85      | FB         |
| 6     | Нейтан Флэннери Джон Стори Джордж Бриджуотер Джейд Уру                    | Новая Зеландия | 5:58,92 | +7,49      | FB         |

### Финал

#### Финал B
| Место | Спортсмены | Страна | Время | Отставание |
| ----- | ---------- | ------ | ----- | ---------- |
| 1     |            |        |       |            |
| 2     |            |        |       |            |
| 3     |            |        |       |            |
| 4     |            |        |       |            |

#### Финал A
| Место | Спортсмены | Страна | Время | Отставание |
| ----- | ---------- | ------ | ----- | ---------- |
| 1     |            |        |       |            |
| 2     |            |        |       |            |
| 3     |            |        |       |            |
| 4     |            |        |       |            |
| 5     |            |        |       |            |
| 6     |            |        |       |            |